# Cosmorhoe rotundaria
Cosmorhoe rotundaria là một loài bướm đêm trong họ Geometridae.